# Arthur V. Watkins
Arthur V. Watkins (Midway, 1886. december 18. – Orem, 1973. szeptember 1.) az Amerikai Egyesült Államok szenátora (Utah, 1947–1959).